# Giant Logs Trail
Le Giant Logs Trail est un sentier de randonnée américain dans le comté de Navajo, en Arizona. Cette boucle de 0,4 mille est entièrement située au sein du parc national de Petrified Forest, où il permet d'explorer une forêt pétrifiée au départ du Rainbow Forest Museum. Le sentier abrite en outre une plaque Mather.